# Parafia św. Maksymiliana Marii Kolbego w Rzeszowie
Parafia św. Maksymiliana Marii Kolbego w Rzeszowie-Bziance − parafia rzymskokatolicka znajdująca się na terenie rzeszowskiego osiedla Bzianka, w diecezji rzeszowskiej w dekanacie Rzeszów Zachód.

## Historia
Bzianka należała do parafii w Przybyszówce, a także uczęszczano do kościoła w Zabierzowie. Od początku XX wieku do 1939 roku trzykrotnie decydowano o budowie kościoła, ale zamiaru nie udało się zrealizować. W 1957 roku mieszkańcy Bzianki, części Nosówki i Przybyszówki Górnej ponownie zdecydowali o budowie kościoła. W 1958 roku po rozpoczęciu budowy, władze państwowe wycofały zgodę i wstrzymały budowę. Przez 19 lat mieszkańcy bezskutecznie starali o budowę kościoła. 17 października 1977 roku rozpoczęto budowę tymczasowej kaplicy w Bziance, którą 23 października 1977 roku poświęcił bp Tadeusz Błaszkiewicz pw. bł. Maksymiliana Marii Kolbego.
3 sierpnia 1978 roku dekretem bpa Ignacego Tokarczuka została erygowana parafia, z wydzielonego terytorium parafii Przybyszówka (Bzianka i część Przybyszówki). W 1982 roku do parafii przyłączono część Nosówki z parafii Zabierzów. W latach 1981–1982 zbudowano nowy parafialny kościół, który 14 sierpnia 1982 roku został poświęcony. Tymczasowa kaplica została adaptowana na plebanię. 15 sierpnia 1988 roku bp Ignacy Tokarczuk dokonał konsekracji kościoła. W sierpniu 2012 roku do parafii przybyły Siostry ze Zgromadzenia Najświętszej Rodziny z Nazaretu 1 stycznia 2017 roku Bzianka została włączona do miasta Rzeszowa i stała się parafią miejską.

## Proboszczowie parafii
| Lata         | Proboszcz        |
| ------------ | ---------------- |
| 1978–2010    | ks. Jan Kobylarz |
| 2010–obecnie | ks. Roman Gawron |